# 門奈哲寛
門奈 哲寛（もんな てつひろ、1970年5月30日 - ）は、静岡県出身の元プロ野球選手（投手）。
2021年現在は福岡ソフトバンクホークスで三軍用具担当を務めている。

## 来歴
常葉菊川高等学校から日本大学へ進む。日本大学時代は東都大学リーグ1部で通算34試合に登板し14勝11敗、防御率1.86、224奪三振。4年生春は4勝3敗でリーグ最多勝で最優秀投手とベストナインに選ばれる。秋は6勝2敗でチーム21年ぶり20度目の優勝に貢献し、最高殊勲選手、2季連続の最優秀投手とベストナインに選ばれる。國學院大學1回戦では当時のリーグ新記録の1試合18奪三振、このシーズン82奪三振。明治神宮大会では準決勝で延長13回を16奪三振の完投するも東海大に敗退。主将の真中満や渡邉博幸は日本大学時代の同期である。
1992年のドラフト会議では横浜ベイスターズと読売ジャイアンツが2位指名で競合し、抽選で巨人が交渉権を獲得した。なお、抽選で外れた横浜は佐伯貴弘を指名。巨人には松井秀喜に次ぐ指名順位で入団した。

### プロ入り後
1993年から決め球のスクリューを武器に33試合登板を果たす。同年はフレッシュオールスターゲームで先発も務めた。同じ新人の伊藤智仁が16奪三振のセリーグタイ記録ながら篠塚和典にサヨナラホームランを浴びた試合では、巨人側の先発は門奈であり8回2/3を無失点に抑えている。そのときは勝ち星はつかなかったものの、後の広島戦でプロ初勝利を挙げる。
1995年はイースタンリーグ最多奪三振を受賞する。ジュニア日本選手権では完封勝利でMVPとなる。
1996年が一軍登板最後となった。
1998年のオフにはトレードを志願するも受け入れられず。
1999年も一軍登板なしに終わると、この年のドラフトでスクリューボールを決め球に持つ高橋尚成が逆指名ドラフト一位での入団が決まり入れ替わる形で戦力外通告となり退団した。

### 巨人退団後
以前からの強い海外志向もありオランダリーグ・ADOトルネーズに在籍し、1年目5勝、2年目10勝を挙げる。4年間プレーした後、クロアチアのクラブチーム「ナダ・スプリット」に移籍。
2003年、クロアチア代表として欧州野球選手権に出場。20回を投げ、防御率1.80で2勝を挙げた。
2005年、ケイ・スポーツベースボールクラブに加入し、都市対抗野球大会東海地区予選で7年ぶりに日本のマウンドに復帰した。7月には再びクロアチア代表として欧州野球選手権に出場し、大会最多の18三振を奪った。

### 現役引退後
2006年から福岡ソフトバンクホークスの打撃投手となった。
2007年シーズンから打撃投手に加え、6年間の欧州生活で培った英会話力を生かして、通訳も兼任することになった。
2015年に球団通訳が増員されたため、再び打撃投手専任となった。
2017年から二軍用具担当も兼務することになり、このため打撃投手も二軍専任となった。
2020年から三軍用具担当となった。

## 詳細情報

### 年度別投手成績
| 年 度     | 球 団     | 登 板 | 先 発 | 完 投 | 完 封 | 無 四 球 | 勝 利 | 敗 戦 | セ 丨 ブ | ホ 丨 ル ド | 勝 率 | 打 者 | 投 球 回 | 被 安 打 | 被 本 塁 打 | 与 四 球 | 敬 遠 | 与 死 球 | 奪 三 振 | 暴 投 | ボ 丨 ク | 失 点 | 自 責 点 | 防 御 率 | W H I P |
| --------- | --------- | ----- | ----- | ----- | ----- | -------- | ----- | ----- | -------- | ----------- | ----- | ----- | -------- | -------- | ----------- | -------- | ----- | -------- | -------- | ----- | -------- | ----- | -------- | -------- | ------- |
| 1993      | 巨人      | 33    | 5     | 0     | 0     | 0        | 1     | 2     | 0        | --          | .333  | 246   | 60.0     | 46       | 4           | 27       | 1     | 1        | 57       | 0     | 2        | 20    | 18       | 2.70     | 1.22    |
| 1994      | 巨人      | 6     | 2     | 0     | 0     | 0        | 0     | 1     | 0        | --          | .000  | 71    | 15.1     | 18       | 3           | 11       | 0     | 0        | 9        | 1     | 0        | 8     | 8        | 4.70     | 1.89    |
| 1996      | 巨人      | 5     | 1     | 0     | 0     | 0        | 0     | 0     | 0        | --          | ----  | 34    | 7.1      | 9        | 1           | 5        | 0     | 0        | 7        | 2     | 0        | 5     | 5        | 6.14     | 1.91    |
| 通算：3年 | 通算：3年 | 44    | 8     | 0     | 0     | 0        | 1     | 3     | 0        | --          | .250  | 351   | 82.2     | 73       | 8           | 43       | 1     | 1        | 73       | 3     | 2        | 33    | 31       | 3.38     | 1.40    |

### 表彰
- ジュニア日本選手権MVP：1回（1995年10月7日 於 富山市民球場）

### 記録
- 初登板：1993年4月14日、対中日ドラゴンズ2回戦（ナゴヤ球場）、8回裏に2番手で救援登板・完了、1回無失点
- 初奪三振：同上、8回裏に種田仁から
- 初先発：1993年4月22日、対中日ドラゴンズ6回戦（東京ドーム）、7回2失点で敗戦投手
- 初勝利・初先発勝利：1993年9月23日、対広島東洋カープ21回戦（広島市民球場）、6回2失点

### 背番号
- 51 （1993年 - 1995年）
- 45 （1996年 - 1999年）
- 112 （2006年 - ）